# Уоллэк, Мелисса
Мелисса Уоллэк (англ. Melissa Wallack) — сценарист. Уоллэк и её партнёр-сценарист Крэйг Бортен были номинированы на премию «Оскар» за лучший оригинальный сценарий к фильму 2013 года «Далласский клуб покупателей».

## Фильмография
- 2007 — Привет, Билл! / Meet Bill (режиссёр, сценарист)
- 2012 — Белоснежка: Месть гномов / Mirror Mirror (сценарист)
- 2013 — Далласский клуб покупателей / Dallas Buyers Club (сценарист)
- 2014 — Верь / Believe (сценарист)
- 2015 — Последний охотник на ведьм / The Last Witch Hunter (сценарист)